# Vicepresidente del Botswana
Il vicepresidente del Botswana è la seconda carica esecutiva più alta nel Governo del Botswana. Il vicepresidente è nominato dal presidente del Botswana tra i membri eletti nell'Assemblea nazionale.

## Elenco
| Presidente | Presidente | Presidente           | Partito                          | Mandato          | Mandato          |
| Presidente | Presidente | Presidente           | Partito                          | Inizio           | Fine             |
| ---------- | ---------- | -------------------- | -------------------------------- | ---------------- | ---------------- |
|            |            | Quett Masire         | Partito Democratico del Botswana | 1966             | 13 luglio 1980   |
|            |            | Lenyeletse Seretse   | Partito Democratico del Botswana | luglio 1980      | 3 gennaio 1983   |
|            |            | Peter Mmusi          | Partito Democratico del Botswana | gennaio 1983     | 8 marzo 1992     |
|            |            | Festus Mogae         | Partito Democratico del Botswana | 9 marzo 1992     | 1º aprile 1998   |
|            |            | Seretse Ian Khama    | Partito Democratico del Botswana | 13 luglio 1998   | 1º aprile 2008   |
|            |            | Mompati Merafhe      | Partito Democratico del Botswana | 1º aprile 2008   | 31 luglio 2012   |
|            |            | Ponatshego Kedikilwe | Partito Democratico del Botswana | 1º agosto 2012   | 12 novembre 2014 |
|            |            | Mokgweetsi Masisi    | Partito Democratico del Botswana | 12 novembre 2014 | 1º aprile 2018   |
|            |            | Slumber Tsogwane     | Partito Democratico del Botswana | 4 aprile 2018    | 1º novembre 2024 |